# Azidophile Zelle
Unter einer azidophilen Zelle im weitesten Sinne versteht man eine Zelle, die azidophil ist, das heißt, die sich durch saure Farbstoffe wie Eosin anfärben lässt. Zumeist unterscheidet man jedoch im Hypophysenvorderlappen azidophile von basophilen und von chromophoben Zellen. Zu den azidophilen Zellen im Hypophysenvorderlappen zählt man die  Somatropin-produzierenden Zellen und die Prolaktin-produzierenden Zellen, die man im histologischen Schnitt jedoch nicht voneinander unterscheiden kann.